# Основные принципы национальной политики
Основные принципы национальной политики (яп. 基本国策要綱) — принятый вторым правительством Коноэ 26 июля 1940 года документ, декларирующий основные принципы внешней политики Японской империи и ставший основой для создания Великой восточноазиатской сферы сопроцветания. Принципы были приняты одновременно с тем, как через американское Правительство прошёл Акт о контроле экспорта, запретившего экспорт авиационного керосина, железа и стали. Как пишет профессор истории Хитоси Нитта, после нападения Германии на Польшу стала очевидна необходимость создания трёхстороннего союза (в основном по запросу со стороны армии), в условиях чего Коноэ снова возглавил Правительство, перед вступлением в должность проведя совещание с участием Хидэки Тодзё, Дзэнго Ёсиды и Ёсукэ Мацуоки, по итогам которого позже и приняли правила. Сама Великая восточноазиатская сфера сопроцветания как понятие впервые упоминается Мацуокой в комментариях к принципам, где он пишет:

В качестве очевидной дипломатической политики мы должны попытаться установить Великую восточноазиатскую сферу сопроцветания в соответствии с духом императорского пути
Оригинальный текст (яп.)わが国眼前の外交方針としてはこの皇道の大精神に則り先ず日満支をその一環とする大東亜共栄圏の確立を図るにあらねばなりませぬ

## Текст
Правительственный указ от 26 июля 15-го года эпохи Сёва.
Мир стоит на пороге создания новых политических, экономических и культурных порядков на основе роста и развития нескольких наций на рубеже поворотных исторических моментов, как и сама Японская империя, на долю которой выпало это беспрецедентное испытание. Если мы, на этом историческом распутье мирового развития, хотим проводить национальную политику, по-настоящему отдающую должное высоким идеалам нашей имперской нации, тогда важно безотлагательно провести фундаментальное обновление правительственных структур и, вопреки препятствиям, двигаться вперёд к созданию структур национальной обороны. Таким образом основные принципы национальной политики мы сформулируем нижеизложенным образом:
Базовые принципы национальной политики.
Первое: фундаментальные принципы.
Основная цель политики Императорского правительства — установление мира в соответствии с принципом «Хакко итиу», на возвышенных идеалах которого построена наша Империя, и началом этому будет создание, на основе солидарности с Японией, Нового восточноазиатского порядка с Империей в его центре, что мы сделаем через беспрецедентное укрепление национальных оборонных структур, способной быстро ответить на возникающие вызовы, и воплощение своей национальной политики через тотальную мобилизацию государственной мощи.
Второе: национальная оборона и внешняя политика.
В свете внутре- и внешнеполитической ситуаций касаемо Империи мы ускорим милитаризацию на базе госструктур национальной обороны путём практического воплощения тотальной мощи государства, чтобы гарантировать исполнение национальной политики. Основная внешнеполитическая цель — создание Нового восточноазиатского порядка, с уделением особого внимания улаживанию вопроса с Китаем, и, с учётом мировых изменений в дальней временной перспективе, принятию гибких конструктивных мер по продвижению национальных интересов Империи.
Третье: обновление внутренних структур.
Неотложный внутриполитический вопрос — реформа правительственных структур страны в соответствии с базовыми национальными принципами и заложение базы под создание национальных оборонных структур через принятие следующих мер:
1. Обновление образовательной системы в соответствии с базовыми принципами национальной политики и создание системы ценностей с акцентом на отказ от удовлетворения своего "я" и приоритет идеи первостепенной важности службы стране и поощрению тяги к знаниям.
2. Стремление ко внутреннему единству в правительстве путём создания новой политической структуры, а именно:
2.1. Организация общества через кооперацию правительства и народа через службу государству от каждого по способностям.
2.2. Скорейшая парламентская реформа в целью приведения в ответ на требования новой политической структуры.
2.3. Создание новой системы правительственной службы через фундаментальное обновление управленческих методов ради повышения эффективности и внутреннего единства.
3. Создание фундамента для экономики, ориентированной на национальную оборону на основе постройки трёх национальных экономик с Империей в их центре.
3.1. Претворение в жизнь самодостаточной экономической политики Империи через объединение восточноазиатских экономик в единое целое.
3.2. Внедрение плановой экономики через кооперацию народа и правительства, особенно через усовершенствование системы совместного контроля за производством, распределением и потреблением основных товаров.
3.3. Принятие налоговой схемы, направленной на создание всесторонней экономической мощи и усиления финансового контроля.
3.4. Обновление торговой политики в соответствии с новой ситуацией в мире.
3.5. Принятие мер к самообеспечению основными товарами, а особенно — основными продуктами питания.
3.6. Прорыв в различных отраслях промышленности, особенно химической промышленности, тяжёлой промышленности и машиностроения.
3.7. Научный прорыв и оптимизация производственных процессов.
3.8. Улучшение транспортной инфраструктуры в ответ на новую мировую ситуацию
3.9. Принятие плана по использованию земельных ресурсов для развития восточноазиатских наций как единого целого.
4. Принятие постоянной политики по повышению психического и физического здоровья народа как мотивирующей силы при исполнении национальной политики и ради увелечения населения, особенно касается мер по стабилизации и развитию сельского хозяйства и хозяйств им занимающихся.
5. Принятие решительных мер по корректировке неравенства жертв, требуемых от людей во имя исполнения национальной политики с повышением мер социальной защиты, что изменит жизни, повысив уровень жизни физически и морально крепкого народа, что будет способен пережить 10 лет невзгод и лишений, преодолев национальный кризис.
Оригинальный текст (яп.)昭和15年7月26日　閣議決定

世界は今や歴史的一大転機に際会し数個の国家群の生成発展を基調とする新なる政治経済文化の創成を見んとし、皇国亦有史以来の大試錬に直面す、この秋に当り真に肇国の大精神に基く皇国の国是を完遂せんとせば右世界史的発展の必然的動向を把握して庶政百般に亘り速に根本的刷新を加へ万難を排して国防国家体制の完成に邁進することを以て刻下喫緊の要務とす、依って基本国策の大綱を策定すること左の如し
基本国策要綱
一、根本方針
皇国の国是は八紘を一宇とする肇国の大精神に基き世界平和の確立を招来することを以て根本とし先づ皇国を核心とし日満支の強固なる結合を根幹とする大東亜の新秩序を建設するに在り之が為皇国自ら速に新事態に即応する不抜の国家態勢を確立し国家の総力を挙げて右国是の具現に邁進す
二、国防及外交
皇国内外の新情勢に鑑み国家総力発揮の国防国家体制を基底とし国是遂行に遺憾なき軍備を充実す皇国現下の外交は大東亜の新秩序建設を根幹とし先づ其の重心を支那事変の完遂に置き国際的大変局を達観し建設的にして且つ弾力性に富む施策を講じ以て皇国国運の進展を期す
三、国内態勢の刷新
我国内政の急務は国体の本義に基き諸政を一新し国防国家体制の基礎を確立するに在り之が為左記諸件の実現を期す
1. 国体の本義に透徹する教学の刷新と相侯ち自我功利の思想を排し国家奉仕の観念を第一義とする国民道徳を確立す尚科学的精神の振興を期す
2. 強力なる新政治体制を確立し国政の総合的統一を図る
2.1. 官民協力一致各々其の職域に応じ国家に奉公することを基調とする新国民組織の確立
2.2. 新政治体制に即応し得べき議会制度の改革
2.3. 行政の運用に根本的刷新を加へ其の統一と敏活とを目標とする官場新態勢の確立
3. 皇国を中心とする日満支三国経済の自主的建設を基調とし国防経済の根基を確立す
3.1. 日満支を一環とし大東亜を包容する皇国の自給自足経済政策の確立
3.2. 官民協力による計画経済の遂行特に主要物資の生産、配給、消費を貫く一元的統制機構の整備
3.3. 総合経済力の発展を目標とする財政計画の確立並に金融統制の強化
3.4. 世界新情勢に対応する貿易政策の刷新
3.5. 国民生活必需物資特に主要食糧の自給方策の確立
3.6. 重要産業特に重化学工業及機械工業の画期的発展
3.7. 科学に画期的振興並に生産の合理化
3.8. 内外の新情勢に対応する交通運輸施設の整備拡充
3.9. 日満支を通ずる総合国力の発展を目標とする国土開発計画の確立
4  国是遂行の原動力たる国民の資質、体力の向上並に人口増加に関する恒久的方策特に農業及農家の安定発展に関する根本方策を樹立す

5. 国策の遂行に伴う国民犠牲の不均衡の是正を断行し厚生的諸施策の徹底を期すると共に国民生活を刷新し真に忍苦十年時難克服に適応する質実剛健なる国民生活の水準を確保す